# 班克拉
班克拉（Bankra），是印度西孟加拉邦Haora县的一个城镇。总人口48403（2001年）。

## 人口
该地2001年总人口48403人，其中男性25319人，女性23084人；0—6岁人口7349人，其中男3695人，女3654人；识字率56.87%，其中男性为60.82%，女性为52.54%。